# Шатерникова Ніна Яківна
Шатерникова Ніна Яківна — радянська російська акторка театру і кіно.

## Життєпис
Народилася 29 травня 1902 р. Померла 27 листопада 1982 р.
Навчалась у 1-й Держкіношколі (Москва). Виступала на сцені Ленінградського театру комедії і драми.
У кінематографі — з 1919 року, зіграла близько 30 ролей, в тому числі — Майку Корк в українському фільмі «Боротьба велетнів» (1926).
Похована в Москві на Введенському кладовищі.